# Grupo Big
Grupo Big Brasil S.A., av företaget skrivet Grupo BIG Brasil S.A., tidigare Wal-Mart Brasil och Walmart Brasil, är en brasiliansk detaljhandelskedja som hade i augusti 2019 omkring 550 butiker i 18 brasilianska delstater. De ägs till 80% av riskkapitalbolaget Advent International Corporation och 20% av den globala detaljhandelskedjan Walmart inc.
Företaget har sitt ursprung från 1995 när Walmart skulle etablera sig på den brasilianska detaljhandelsmarknaden och slog upp en butik i staden São Paulo. Den 4 juni 2018 sålde Walmart 80% av dotterbolaget till Advent International för 4,5 miljarder amerikanska dollar. Den 12 augusti 2019 meddelade Advent att namnet Walmart Brasil skulle ersättas med det nuvarande namnet.
För 2018 hade de en omsättning på omkring 28 miljarder real och hade en personalstyrka på omkring 55 000 anställda. Huvudkontoret ligger i Barueri i delstaten São Paulo.